# جبادور مغربي
الجبادور هو نوع من الأزياء التقليدية التي يعود اصلها للمغرب وانتقل الى الجزائر فيما بعد، اسمه الحقيقي جبادور.

## تاريخ
تاريخ الجبادور المغربي

## الأهمية الثقافية
الجبادور له أهمية ثقافية كبيرة في المجتمع المغربي، وذلك لعدة أسباب تتعلق بتاريخه وتراثه ودوره في تعزيز الهوية الثقافية والانتماء الوطني. إليك بعض الجوانب الثقافية التي تجعل الجبادور مهمًا:

### 1. تمثيل للهوية الثقافية:
يُعد الجبادور رمزًا حيًا للهوية الثقافية المغربية و يتميز بتصميماته الفريدة والزخارف الجميلة التي تعبر عن تاريخ المغرب العريق وتراثه الغني. من خلال ارتداء الجبادور، يُظهِر الأفراد ارتباطهم القوي بتراثهم ويعبّرون عن فخرهم بثقافتهم الفريدة.

### 2. الاحتفاظ بالتراث:
يساهم ارتداء الجبادور في الحفاظ على التراث الثقافي والفني . إن الاهتمام بالجبادور واستمرار ارتدائه في المناسبات الخاصة والحفلات يساعد في نقل هذا التراث من جيل إلى جيل، مما يسهم في الحفاظ على هذه الفنون التقليدية والتصاميم الفريدة.

### 3. تمكين الصناعات الحرفية:
صناعة الجبادور تعتبر من الصناعات الحرفية التقليدية في المغرب. إن تشجيع الناس على ارتداء الجبادور يساهم في دعم الحرفيين والمصممين الذين يعملون على تصنيع الجبادور وتطويره بمهارة وابتكار.

### 4. الروح الاحتفالية:
يُعَدّ الجبادور جزءًا لا يتجزأ من المناسبات والاحتفالات في المغرب يرتديه الناس في المناسبات الخاصة والاحتفالات العائلية والأعياد الدينية. يعزز ارتداء الجبادور الروح الاحتفالية والانتماء الاجتماعي في المجتمع المغربي. يُعَدّ أحد العناصر الجذابة للسياح القادمين إلى المغرب السياح برؤية الجبادور والتعرف على تاريخه وتر

## تصميم الجبادور
تصميم الجبادور المغربي يتميز بالأناقة والتعقيد، وقد اختلفت تصاميمه عبر العصور وتطورت بمرور الزمن ليتناسب مع الموضة والاحتياجات الثقافية. يمكننا تقسيم الجبادور كما يلي:

### الجبادور الرجالي
يعتبر الجبادور الرجالي من الأزياء التقليدية التي ترتديها الرجال في المغرب في المناسبات الخاصة والأعياد الدينية بحيث انتقلت الحضارة من المغرب الى الدول المجاورة و منها إلى باقي دول العالم .

## الجبادور المغربي النسائي
الجبادور النسائي يُعتبر أحد أكثر الأزياء التقليدية الأنيقة في المغرب بانتقال الحضارة المغربية إلى . يتألف هذا اللباس المغربي القديم من قميص طويل و في بعض الاحيان يمكن ان يشمل قميص قصير و معه سروال ، والتي تكون ملونة وزخرفة بالتطريز الجميل والزخارف الفنية. تتنوع تصاميم الجبادورات النسائية من حيث الألوان والأشكال بحسب الذوق والمنطقة الجغرافية.
- تعد التطريزات والزخارف الفنية جزءًا أساسيًا من تصميم الجبادور. تُستخدم التطريزات المغربية لإضفاء لمسة جمالية على الجبادور المغربي .
- قد تكون التطريزات مزخرفة بالورود والأشكال الهندسية والزخارف التقليدية، ويتم تنسيقها بعناية لإبراز جمال التصميم.

## الجبادور
الجبادور قطعة من التراث الثقافي المغربي الفريدة، ورغم أنه يمثل جزءًا مهمًا من الهوية الثقافية إلا أنه أصبح معروفًا عالميًا ويحظى بشعبية واهتمام من السياح والمهتمين بالثقافات الأخرى. بعدها انتقلت هذه الحضارة الى دول اخرى مجاورة مثل تونس و الجزائر .

### 1. الجاذبية السياحية:
الجبادور المغربي يُعَدّ جزءًا من التراث والثقافة المغربية الأصيلة، ويعتبر من العناصر الجذابة للسياح الذين يزورون المملكة المغربية. يحب السياح ارتداء الجبادور والتقاط الصور به، وقد يقومون بشرائه كهدية تذكارية تعكس تجربتهم السياحية .

### 2. المهرجانات الدولية:
يُعَدّ الجبادور جزءًا من المهرجانات والمعارض الثقافية الدولية حول العالم، حيث يتم عرض التصاميم والزخارف الفنية للجبادور وتقديم عروض أزياء تسلط الضوء على جمال وأصالة هذه القطعة التقليدية.

### 3. الثقافة المتنوعة:
تشتهر المغرب بثقافتها المتنوعة والغنية جدا ، والجبادور المغربي يُعَدّ أحد أهم عناصر هذه الثقافة المميزة. يمكن للجبادور أن يكون جسرًا يربط بينها والعالم الخارجي ويساهم في تعريف الناس بتراث وثقافة المغرب المتنوعة .فهو يعد من اللباس التقليدي المتوارث بجانب القفطان، الجلابة و السلهام المغربي.

### 4. المصممين والعارضين الدوليين:
قدم بعض المصممين المغاربة الجبادور في عروض أزياء دولية وفي مجلات الموضة العالمية. يتم الترويج للجبادور من خلال مشاركة المصممين والعارضين المغاربة في مناسبات فنية وثقافية دولية من بينهم المصمم المغربي العالمي المعروف بروميو .
5. رمضان وتشبث المغاربية بالجابادور المغربي:
يميل المغاربة في رمضان لارتداء اللباس التقليدي خصوصا الجابادور المغربي، فهو جزء من تفاصيل هذا الشهر العظيم حيث تعرف محلات بيع الأزياء التقليدية حركة كبيرة في هذه الفترة من السنة، ويسعى الحرفي المغربي تلبية طلبات الزبائن من حيث العروض المتنوعة والألوان والتصاميم الجديدة و كذا مواكبة الموظة.